# Magda Frank
Magda Frank Fischer (n. 20 iulie 1914, Cluj, Austro-Ungaria – d. 23 iunie 2010, Buenos Aires, Argentina) a fost o sculptoriță maghiaro-argentiniană de origine evreiască.

## Viață
S-a născut în Cluj-Napoca, Transilvania, care pe vremea aceea a aparținut Austro-Ungariei, devenind în 1918 a României. Din cauza persecuției naziste, ea a părăsit Ungaria pentru a se stabili în Elveția. Câțiva ani mai târziu, s-a mutat la Paris pentru a studia la Academia Julian. În 1950, a sosit la Buenos Aires, în Argentina, pentru a-l vizita pe fratele ei, singurul membru de familie care era în viață. Aici a fost numită profesoară la Artes Visuales de Buenos Aires și lucrări ale sale au fost expuse la Galería Pizarro. A participat la Premio Palanza Buenos Aires. A primit premiul Benito Quinquela Martín din partea Muzeului Eduardo Sívori și a fost onorată de Senatul Argentinian. La începutul anilor 1960 s-a mutat în Paris, unde a participat la Expoziția Internațională de Sculptură Contemporană la Muzeul Rodin. Lucrările sale fac parte din colecțiile de la Muzeul Național de Artă din Paris, Muzeul Național de Arte Plastice din Paris, Muzeul Național de Arte Plastice din Buenos Aires. Frank s-a mutat din nou în Argentina în 1995 și a construit Muzeul Casei Magda Frank în cartierul Saavedra  la adresa Vedia 3546. A murit în 2010 în Buenos Aires, Argentina, la vârsta de 95 de ani.

## Legături externe
- Tizón, Hector - Biografia Magdei Frank Arhivat în 6 aprilie 2019, la Wayback Machine.